# Miss Universo 1994
Miss Universo 1994, quarantatreesima edizione di Miss Universo, si è tenuta presso il Philippine International Convention Center di Manila nelle Filippine, il 20 maggio 1994. L'evento è stato presentato da Bob Goen, Arthel Neville e Angela Visser. Sushmita Sen, Miss India, è stata incoronata Miss Universo 1994 dalla detentrice del titolo uscente, Dayanara Torres di Porto Rico.

## Risultati

### Piazzamenti
| Risultato finale   | Concorrente                                                                                                   |
| ------------------ | --- |
| Miss Universo 1994 | - India - Sushmita Sen                                                                                        |
| 2ª classificata    | - Colombia - Carolina Gómez                                                                                   |
| 3ª classificata    | - Venezuela - Minorka Mercado                                                                                 |
| Top 6              | - Filippine - Charlene Gonzales - Slovacchia - Silvia Lakatošová - Stati Uniti - Lu Parker                    |
| Top 10             | - Grecia - Rea Toutounzi - Italia - Arianna David - Svezia - Domenique Forsberg - Svizzera - Patricia Fässler |

### Punteggi alle sfilate finali
Vincitrice
     2ª classificata
     3ª classificata
     Top 6
     Top 10
(#) Posizione in ogni turno della gara
| Nazione     | Costume da bagno | Intervista | Abito da sera | Media      | Finaliste Top 6 |
| ----------- | ---------------- | ---------- | ------------- | ---------- | --------------- |
| Colombia    | 9.638 (3)        | 9.655 (2)  | 9.897 (1)     | 9.730 (1)  | 9.683 (1)       |
| Venezuela   | 9.752 (1)        | 9.592 (3)  | 9.843 (2)     | 9.729 (2)  | 9.667 (2)       |
| India       | 9.722 (2)        | 9.562 (5)  | 9.792 (3)     | 9.692 (3)  | 9.667 (2)       |
| Slovacchia  | 9.447 (5)        | 9.668 (1)  | 9.700 (6)     | 9.605 (4)  | 9.467 (5)       |
| Filippine   | 9.425 (6)        | 9.587 (4)  | 9.720 (4)     | 9.577 (5)  | 9.433 (6)       |
| Stati Uniti | 9.510 (4)        | 9.478 (6)  | 9.697 (7)     | 9.562 (6)  | 9.540 (4)       |
| Italia      | 9.325 (7)        | 9.378 (8)  | 9.708 (5)     | 9.470 (7)  |                 |
| Svezia      | 9.078 (10)       | 9.423 (7)  | 9.643 (8)     | 9.381 (8)  |                 |
| Svizzera    | 9.197 (9)        | 9.298 (9)  | 9.623 (9)     | 9.373 (9)  |                 |
| Grecia      | 9.288 (8)        | 9.027 (10) | 9.618 (10)    | 9.311 (10) |                 |

### Riconoscimenti speciali
| Riconoscimento        | Concorrente                                                                               |
| --------------------- | ----------------------------------------------------------------------------------------- |
| Best National Costume | - Filippine - Charlene Gonzales - Messico - Fabiola Pérez Rovirosa - Russia - Inna Zobova |
| Miss Congeniality     | - Namibia - Barbara Kahatjipara                                                           |
| Miss Photogenic       | - Venezuela - Minorka Mercado                                                             |

## Giudici della trasmissione televisiva
Le seguenti celebrità hanno fatto da giudici durante la serata finale:
- Carlos Arturo Zapata – Stilista
- Florence LaRue –  Attrice
- Richard Dalton – Acconciatore delle dive
- Beulah Quo  – Attrice
- Dr. Emilio T. Yap – Magnate della finanza
- Stephanie Beacham– Attrice
- Jonas McCord – Scrittore
- Mona Grudt –  Miss Universo 1990

## Concorrenti
- Argentina - Solange Magnano †
- Aruba - Alexandra Ochoa
- Australia - Michelle van Eimeren
- Bahamas - Meka Knowles
- Belgio - Christelle Roelandts
- Bolivia - Cecilia O'Connor-d'Arlach
- Brasile - Valéria Melo Péris
- Bulgaria - Nevena Marinova
- Canada - Susanne Rothfos
- Cile - Constanza Barbieri
- Cipro - Maria Vasiliou
- Colombia - Carolina Gómez
- Corea del Sud - Goong Sun-young
- Costa Rica - Yasmin Camacho
- Curaçao - Jasmin Clifton
- Danimarca - Gitte Andersen
- Ecuador - Mafalda Arboleda
- Egitto - Ghada El-Salem
- El Salvador - Claudia Méndez
- Estonia - Eva-Maria Laan
- Filippine - Charlene Gonzales
- Finlandia - Henna Merilainen
- Francia - Valérie Claisse
- Germania - Tanja Wild
- Giamaica - Angelie Martin
- Giappone - Chiaki Kawahito
- Grecia - Rea Toutounzi
- Guam - Christina Perez
- Guatemala - Katya Schoenstedt
- Honduras - Jem Haylock
- Hong Kong - Mok Hoi-Yan
- India - Sushmita Sen
- Irlanda - Pamela Flood
- Islanda - Svala Björk Arnardóttir
- Isole Cook - Leilani Brown
- Isole Marianne Settentrionali - Elizabeth Tomokane
- Isole Vergini Britanniche - Delia Jon Baptiste
- Israele - Ravit Yarkoni
- Italia - Arianna David
- Lussemburgo - Sandy Wagner
- Malaysia - Liza Koh
- Malta - Paola Camilleri
- Mauritius - Viveka Babajee †
- Messico - Fabiola Pérez Rovirosa
- Namibia - Barbara Kahatjipara
- Nigeria - Suzan Hart
- Norvegia - Caroline Saetre
- Nuova Zelanda - Nicola Brighty
- Paesi Bassi - Irene van der Laar
- Panama - María Sofía Velásquez
- Paraguay - Liliana González
- Perù - Karina Calmet
- Polonia - Joanna Brykczynska
- Porto Rico - Brenda Robles
- Portogallo - Monica Pereira
- Regno Unito - Michaela Pyke
- Rep. Dominicana - Vielka Valenzuela
- Romania - Mihaela Ciolacu
- Russia - Inna Zobova
- Singapore - Paulyn Sun
- Slovacchia - Silvia Lakatošová
- Spagna - Raquel Rodríguez
- Sri Lanka - Nushara Pramali
- Stati Uniti - Lu Parker
- Svezia - Domenique Forsberg
- Svizzera - Patricia Fassler
- eSwatini - Nicola Smith
- Taiwan - Joanne Wu
- Thailandia - Areeya Chumsai
- Trinidad e Tobago - Lorca Gatcliffe
- Turchia - Banu Usluer
- Turks e Caicos - Eulease Walkin
- Ungheria - Szilvia Forian
- Uruguay - Leonora Dibueno
- Venezuela - Minorka Mercado
- Zimbabwe - Yvette D'Almeida-Chakras